# Strickland Brothers Lepea
El Strckland Brothers Lepea es un equipo de fútbol de Samoa que juega en la Primera División de Samoa, la segunda categoría de fútbol en el país.

## Historia
Fue fundado en el año 2000 en la ciudad de Lepea y ese mismo año ingresaron a la Liga Nacional de Samoa, la cual ganaron dos años después.
A mediados de 2004 el club cambió su nombre por el de Tuanaimato Breeze, aunque su equipo filial conservó su nombre original, mismo año en el que ganaron el título de liga por cuarta ocasión consecutiva y que participaron por primera vez en un torneo internacional, en el Campeonato de Clubes de Oceanía 2005 donde fueron eliminados en la fase preliminar.
En 2007 el club retoma su nombre original.

## Palmarés
- Liga Nacional de Samoa: 4

2002, 2003, 2004, 2005

## Participación en competiciones de la OFC
| Temporada | Torneo                          | Ronda      | Club               | Casa | Visita | Global |
| --------- | ------------------------------- | ---------- | ------------------ | ---- | ------ | ------ |
| 2005      | Campeonato de Clubes de Oceanía | Preliminar | Sobou FC           | 0-2  | 0-5    | 0-7    |
| 2006      | Campeonato de Clubes de Oceanía | Preliminar | Nikao Sokattack FC |      |        | 2-1    |
| 2006      | Campeonato de Clubes de Oceanía | Preliminar | Nokia Eagles       |      |        | 1-2    |
| 2006      | Campeonato de Clubes de Oceanía | Preliminar | SC Lotoha'apai     |      |        | 1-1    |